# Starburst
Starburst — британский переносной зенитно-ракетный комплекс (ПЗРК) с командной полуавтоматической системой наведения по лазерному лучу (SACLOS beam-riding), стоящий на вооружении с 1986 года.

## История
Starburst является вариантом ПЗРК «Джавелин» с улучшенной помехозащищённостью, а также с лазерной оптической системой наведения, созданной для ПЗРК «Старстрик», что позволило увеличить вероятность поражения цели.
В 1986 году комплекс был принят на вооружение британской армии.

## Тактико-технические характеристики
- Масса ракеты: 15,2 кг
- Длина ракеты: 1,39 м
- Максимальная дальность: 4000 м

## На вооружении
Великобритания
 Канада
 Кувейт
 Малайзия